# Сааре (волость)
Са́аре (ест. Saare vald) — волость в Естонії, адміністративна одиниця повіту Йиґевамаа.

## Географічні дані
Площа волості — 224,7 км2, чисельність населення на 1 січня 2015 року становила 1149 осіб.

## Населені пункти
Адміністративний центр — село Кяепа.
На території волості розташовані 22 села (ест. küla):
Ванассааре (Vanassaare), Вассевере (Vassevere), Вейа (Veia), Вооре (Voore), Галліку (Halliku), Каллівере (Kallivere), Кійслі (Kiisli), Козевескі (Koseveski), Кяепа (Kääpa), Левала (Levala), Маардла (Maardla), Наутразі (Nautrasi), Одівере (Odivere), Педассааре (Pedassaare), Путу (Putu), Пяллу (Pällu), Рускавере (Ruskavere), Саар'ярве (Saarjärve), Сірґувере (Sirguvere), Тараквере (Tarakvere), Туулавере (Tuulavere), Яама (Jaama).